# Стайтс, Ричард
Ричард Томас Стайтс (2 декабря 1931 — 7 марта 2010) — историк русской культуры и профессор исторических наук Джорджтаунского университета. В Гарварде, под руководством Ричарда Пайпса, Стайтс получил PhD, защитив докторскую диссертацию на тему «Русские женщины во время правления Александра II».
В 1978 году он опубликовал книгу «Женское освободительное движение в России: феминизм, нигилизм и большевизм (1860—1930)». Эта книга открыла новый вектор научной деятельности, который вошел в историю под термином русистика. В 1984 году было написано вступительное эссе для английских переводов романа Александра Богданова «Красная звезда».
В 1989 году Ричард Стайтс опубликовал «Революционные мечты: утопическое видение и экспериментальная жизнь в русской революции».
Под его редакцией вышло несколько книг по русской народной культуре, в частности о большевистской культуре (1985), массовой культуре в Советской России и культуре и развлечениях в военное время России (1995).
Стайтс умер в Хельсинки (Финляндия) 7 марта 2010 года в возрасте 78 лет от рака легких.

## Биография
Ричард Стайтс родился и вырос в Филадельфии. После окончания католической школы он поступил в Университет Пенсильвании, в 1956 году получил степень бакалавра. Обучался в магистратуре Университета им. Джорджа Вашингтона (г. Вашингтон), где защитил магистерскую диссертацию по европейской истории. Темой своей докторской диссертации было выбрано положение русских женщин во время правления Александра II. Над этой темой Стайтс работал в Гарвардском университете под руководством Ричарда Пайпса, итогом стала успешная защита в 1968 году.
Далле Стайтс занялся преподавательской деятельностью (в 1960—1970-х): Лайкоминг-колледж (Пенсильвания), Университет Брауна (Род-Айленд), Университет штата Огайо, международный колледж в Копенгагене. В 1977 году он начал работать в Джорджтаунском университете (г. Вашингтон), где продолжил свою деятельность до конца жизни. Студенты считают, что его лекции и семинары были наполнены живыми интересными фактами, показами отрывков из художественных и документальных фильмов, записями классической и популярной музыки, песнями, сам Стайтс иногда напевал нужные мотивы.
Он был любимцем студентов, «заражал» их своим интересом к России, очень многие из них выбирали темы своих магистерских диссертаций по русской истории. Во время работы с зарубежными студентами, у него появился интерес к языкам. Так он выучил множество различных языков (норвежский, русский, итальянский и др).
Он работал в библиотеках и архивах Нидерландов, Великобритании, Германии, Италии, Испании, Греции. Уделял особое внимание архивам Финляндии, так как там можно было найти уникальные документы по истории России. Россия была центром его научных интересов, поэтому он часто проводил своё время там.
В последние годы своей жизни Ричард Стайтс активно работал над книгой «Четыре всадника: Революция и Контрреволюция в пост-наполеоновскую эпоху» («The Four Horsemen: Revolution and the Counter-Revolution in Post-Napoleonic Europe»), завершить которую помешала смерть. Он умер от рака в Хельсинки 7 марта 2010 года, в возрасте 78 лет.

## Основные научные труды
• «The Women’s Liberation Movement in Russia: Feminism, Nihilism, and Bolshevism, 1860—1930», Женское освободительное движение в России. Феминизм, нигилизм и большевизм, 1860—1930 (21 февраля 1978)
Впервые эта книга была опубликована в 1978 г., а в 1991 г. вышло в свет пересмотренное и дополненное ее издание. Данная работа касается главным образом истории XIX — начала XX в., однако сам автор считал, что ее следует рассматривать как исследование общего характера, которое должно способствовать дальнейшему изучению того, что принято называть «женским вопросом».
• «Revolutionary Dreams: Utopian Vision and Social Experiment in the Russian Revolution», Мечты о революции: Утопия и социальное экспериментирование в русской революции (14 ноября 1988)
Революционные идеалы равенства, общинной жизни, пролетарской морали и технологического богослужения, коренящиеся в русском утопизме, породили целый ряд социальных экспериментов, которые в первом десятилетии русской революции нашли выражение в фестивале, символе, научной фантастике, градостроительстве и искусстве. В этом исследовании Стайтс иллюстрирует революционную жизнь и культурные особенности — мифы, ритуалы, веру, и описывает основные формы утопического мышления и экспериментального импульса.
• «Russian Popular Culture: Entertainment and Society since 1900», Русская народная культура: Развлечения и общество с 1900 года (19 сентября 1992)
Сторона российской жизни, в значительной степени неизвестная Западу — мир поп-культуры, представленный путем исследования детективных и научной фантастики, популярных песен, анекдотов, кассовых фильмов, сцены, радио и телевидения.
• «A History of Russia: Peoples, Legends, Events, Forces:Since 1800»(with Catherine Evtuhov), История России: люди, легенды, события, силы (29 апреля 2004)
• «Serfdom, Society, and the Arts in Imperial Russia: The Pleasure and the Power», Крепостничество, общество и культура в императорской России: удовольствие и власть(14 декабря 2005)
Изучая роль искусств и художников в системе ценностей общества, Ричард Стейтс исследует этот сдвиг в новаторской истории визуальных и исполнительских искусств в последние десятилетия крепостного права.
• «Passion and Perception: Essays on Russian Culture», Страсть и восприятие: очерки о русской культуре(1 ноября 2010)
В этот сборник вошли двадцать девять эссе о русской культуре, которые автор хотел собрать и опубликовать в одном томе.
Шесть очерков изложили подход Стайтса к культурной истории и охватывают большую территорию и длинный период времени. Вторая группа связана с «Мечтами о революции» и делятся на две категории: футуризм и научную фантастику, а также ритуалы и символы. Следующая группа включает разнообразные эссе, связанные с «Русской народной культурой», которую он задумал как семя, которому еще предстоит взрасти. Последняя группа включает «Крепостничество, общество и культуру в императорской России».
«The Four Horsemen: Riding to Liberty in Post-Napoleonic Europe»,Четыре всадника: верховая езда на свободу в пост-наполеоновской Европе(6 февраля 2014)
В «Четырех всадниках» Ричард Стайтс рассказывает захватывающую историю четырех революций. Стайтс сопоставляет их, сравнивая события и освещая такие темы, как распространение идеи, формирование международного сообщества революционеров и присвоение христианских символов и языка для революционных целей.

## Награды
Ричард Стайтс получил множество академических наград от Центра русских исследований в Гарварде, Института русских исследований Кеннана, фонда Гугенхейма, Института Гарримана по изучению Советского Союза, Национального гуманитарного фонда, фонда Фулбрайта и др. В 2003 году он был удостоен почетной степени доктора Университета Хельсинки, награждение которой сопровождалась старинной церемонией с вручением именного оружия — шпаги.

## Библиотека Ричарда Стайтса
В 2015 году в Центре исторических исследований НИУ ВШЭ СПб была открыта мемориальная историческая библиотека Ричарда Стайтса. Библиотека названа в честь влиятельного историка русской культуры и профессора истории в Джорджтаунском университете. Библиотека содержит более 1600 книг по таким предметам как международная история; всемирная история; история Европы и Евразии (дореволюционная Россия и СССР); женщины в истории.